# Liste der Baudenkmäler in Berrenrath
Die Liste der Baudenkmäler in Berrenrath enthält die denkmalgeschützten Bauwerke auf dem Gebiet von Hürth-Berrenrath in Nordrhein-Westfalen (Stand: März 2018). Diese Baudenkmäler sind in der Denkmalliste der Stadt Hürth eingetragen; Grundlage für die Aufnahme ist das Denkmalschutzgesetz Nordrhein-Westfalen (DSchG NRW).

## Baudenkmäler
Die Liste der Baudenkmäler enthält Sakralbauten, Wohn- und Fachwerkhäuser, historische Gutshöfe und Adelsbauten, Industrieanlagen, Wegekreuze und andere Kleindenkmäler sowie Grabmale und Grabstätten, die eine besondere Bedeutung für die Geschichte Hürths haben oder künstlerisch wertvoll sind, wie viele vom Berrenrather Bildhauer Fritz Klein gestaltete Male.
Hinweis: Die Reihenfolge der Denkmäler in dieser Liste entspricht der offiziellen Liste und ist nach laufender Nummer, Name (Bezeichnung), Stadtteil und Adresse (Straße) sortierbar.
| Bild                                  | Bezeichnung                           | Lage                        | Beschreibung | Bauzeit       | Eingetragen seit | Denkmal- nummer |
| ------------------------------------- | ------------------------------------- | --------------------------- | --- | ------------- | ---------------- | --------------- |
| weitere Bilder                        | Burg Schallmauer                      | Burg Schallmauer            | | 1714          |                  | 7               |
| weitere Bilder                        | Kath. Pfarrkirche St. Wendelinus      | Wendelinusplatz 1           | Architekt: Fritz Schaller | 1956–1957     |                  | 24              |
| Wegekreuz „Weißes Kreuz“              | Wegekreuz „Weißes Kreuz“              | Wendelinusstraße bei Nr. 81 | Das Kreuz mit Wappen und Initialen des Kölner Kurfürsten Clemens August sowie dem heiligen Haupt und Herz stand früher im kurfürstlichen Wald der Ville. Als Wald und Kreuz dem Braunkohleabbau um Berrenrath weichen mussten, stand es dann lange an der Gaststätte Koep in (Alt-)Berrenrath, bis auch der Ort abgebaggert wurde. Heute steht es an der Nachfolge-Gaststätte „Zum Weißen Kreuz“. | Mitte 18. JH. |                  | 59              |
| Grabmal Füngeling, H/19               | Grabmal Füngeling, H/19               | Friedhof Weiherdamm         | Die Füngelings betrieben lange Hof und ehemalige Klostermühle am Bornbach am Kloster Burbach, das zu Berrenrath gehörte. |               |                  | 104             |
| Grabmal Schmitz, F/20                 | Grabmal Schmitz, F/20                 | Weiherdamm                  | |               |                  | 105             |
| Grabmal Kohler, F/21                  | Grabmal Kohler, F/21                  | Weiherdamm                  | |               |                  | 106             |
| Grabmal Wirling, G/22                 | Grabmal Wirling, G/22                 | Weiherdamm                  | |               |                  | 107             |
|                                       | Grabmal Schöddert, G/23               | Weiherdamm                  | |               |                  | 108             |
| Grabmal Klein, F/24                   | Grabmal Klein, F/24                   | Weiherdamm                  | Grabmal der Eltern des Berrenrather Bildhauers Fritz Klein, von ihm gestaltet. Er selbst liegt hier auch bestattet (1983) aber ohne Inschriftsplatte. Auch andere Grabsteine sind von Fritz Klein.(s. u. Ehrenmal) |               |                  | 109             |
| Grabmal Flohr, G/27                   | Grabmal Flohr, G/27                   | Weiherdamm                  | |               |                  | 110             |
| Grabmal Schlegel, F/25                | Grabmal Schlegel, F/25                | Weiherdamm                  | |               |                  | 111             |
| Grabmal Büsgen, G/28                  | Grabmal Büsgen, G/28                  | Weiherdamm                  | |               |                  | 112             |
| Ehrenanlage Friedhof Berrenrath, L/10 | Ehrenanlage Friedhof Berrenrath, L/10 | Weiherdamm                  | gestaltet vom Berrenrather Bildhauer/Steinmetz Fritz Klein |               |                  | 113             |

## Belege
1. 1 2  Denkmalliste auf der Website der Stadt Hürth (PDF)
2. ↑   Heimatbuch Hürth, 1934, S. 33
3. ↑  Hinweis bei Kölner Stadtanzeiger, Rhein-Erft vom 23. November 2001